# Aleksandar Petaković
Aleksandar Petaković (serbe : Александар Петаковић) (né le 6 février 1930 à Belgrade dans le royaume de Yougoslavie et mort le 12 avril 2011 à Kraljevo en Serbie) est un joueur et entraîneur de football serbe.